# If I Can't Have You
«If I Can't Have You» es una canción escrita por Barry, Robin y Maurice Gibb, integrantes del grupo Bee Gees. La canción iba a ser incluida en el álbum siguiente a Children of the World (1976), pero acabó cediéndose a la cantante Yvonne Elliman cuando los Bee Gees se implicaron en la composición de canciones para la banda sonora de la película Saturday Night Fever. La versión de Yvonne Elliman fue un éxito internacional, llegando al número uno en el Billboard Hot 100 y al número 4 en Reino Unido. La canción, cantada por Bee Gees, fue lanzada como cara B del sencillo "Stayin' Alive" en 1977 y además apareció en la recopilación de 2001 Their Greatest Hits: The Record.
En 2007 se lanzó una versión remasterizada en  Bee Gees Greatest marcando el regreso de los Bee Gees a la lista "U.S. Hot Dance Tracks" tras 28 años.

## Versión de Kim Wilde
La canción fue hecha cover en 1993 por la cantante británica Kim Wilde y grabada como uno de los dos nuevos temas de su álbum de compilaciones The Singles Collection 1981-1993. 
El sencillo alcanzó la posición nº12 en Reino Unido, aunque nunca fue lanzado en Estados Unidos. Se volvió el hit más grande de Wilde en los 90 (con la posible excepción de "Love Is Holy" de 1992) y uno de los más grandes hits de su carrera en Australia, donde fue n.º 3
Fue lanzado en varios remixes extendidos de 12" y en CD de singles. El lado B fue un exclusivo track que no es de álbum llamado "Never Felt So Alive."

## Versión de Eve's Plum
Eve's Plum, una banda de pop rock que existió desde 1991 hasta 1998 grabó un cover en 1995 que encontró su lugar en un CD compilatorio.

## Versión de Young Divas (Australia)
Young Divas hizo una versión de esta canción en 2007 para su segundo álbum "New Attitude". La banda está compuesta de los finalistas de Australian Idol, y ya han tenido hits con versiones anteriores, como "This Time I Know It's For Real" y "Happenin' All Over Again". No yendo más lejos, este tema no ha sido lanzado como sencillo.
- Datos: Q3302117